# Hyale ayeli
Hyale ayeli är en kräftdjursart som beskrevs av J. L. Barnard 1955. Hyale ayeli ingår i släktet Hyale och familjen Hyalidae. Inga underarter finns listade i Catalogue of Life.